# Apostolische Präfektur Emdeber
Die Apostolische Präfektur Emdeber (lat.: Apostolica Praefectura Endeberensis) war eine im heutigen Äthiopien gelegene römisch-katholische Apostolische Präfektur mit Sitz in Emdeber. 

## Geschichte
Die Apostolische Präfektur Emdeber wurde am 13. Februar 1940 durch Papst Pius XII. mit der Apostolischen Konstitution Quo intra fines aus Gebietsabtretungen des Apostolischen Vikariates Gimma errichtet. Am 31. Oktober 1951 wurde die Apostolische Präfektur Emdeber durch Pius XII. aufgelöst und das Territorium wurde dem Apostolischen Exarchat Addis Abeba angegliedert. 
Im Jahre 1950 lebten im Gebiet der Apostolischen Präfektur Emdeber 6.000 Katholiken. Die Apostolische Präfektur war in zwei Pfarreien unterteilt und hatte drei Priester. 
Einziger Apostolischer Präfekt war Federico da Baselga OFMCap.